# Five Families
Pięć Rodzin to główne rodziny mafijne działające w Nowym Jorku, które tradycyjnie dominują nad przestępczością zorganizowaną w tym mieście. Pięć Rodzin, zgodnie z sugestią Salvatore Maranzano, były odpowiedzialne za ustanowienie Komisji, radę która rozdzieliła terytoria pomiędzy wcześniej walczące rodziny i zarządzała aktywami Cosa Nostry w USA. Pięć Rodzin zaczęło działać wspólnie we wczesnych latach 30.
„Pięć Rodzin” i ich przywódcy obecnie to:
- Bonanno: Michael Mancuso(inne języki) (oficjalny boss), Thomas DiFiore (acting boss), Nicholas ‘Nicky Mouth’ Santora(inne języki) (underboss), Anthony ‘Tony Mix’ Graziano(inne języki) (consigliere)
- Gambino: Domenico „Italian Dom” Cefalu[1],
- Colombo: Carmine „Junior” Persico(inne języki)[2]
- Genovese: Brak danych na temat nowego zarządu rodziny. Według informacji FBI głównymi kandydatami do przejęcia najsilniejszej rodziny w Stanach Zjednoczonych są Liborio ‘Barney’ Bellomo(inne języki) oraz Tino ‘Greek’ Fiumara(inne języki)[3].
- Lucchese: Vittorio „Vic” Amuso(inne języki) (oficjalny boss), Aniello 'Neil Migliore(inne języki), Joseph ‘Joey Dee’ DiNapoli(inne języki), Matthew Madonna(inne języki) – trzyosobowy panel składający się z najbardziej wpływowych caporegime rodziny, zarządzający codziennymi działaniami rodziny. Wraz z wyjściem Stevena Crea(inne języki) oraz Josepha ‘Joe C’ Caridi, z więzienia, dawniej wpływowych graczy w organizacji, jej hierarchia może się zmienić[4].

Rodzina Colombo znana była także jako rodzina Profaci, zanim zamach nie zmienił jej nazwy we wczesnych latach 60. Były ojciec chrzestny Joe Massino chciał zmienić nazwę rodziny Bonanno na rodzinę Massino, ale od czasu jego aresztowania i zdrady nazwa ta się nie przyjęła. Rodzina DeCavalcante, z siedzibą w pobliskim Elizabeth (stan Nowy Jork), także ma powiązania z pięcioma nowojorskimi rodzinami.

## W popkulturze
W 1969 wydana została powieść Ojciec chrzestny, a w 1972 na jej podstawie nakręcony został film o takim samym tytule.
Telewizja HBO wyprodukowała serial Rodzina Soprano (premiera 1999).

## Drzewo genealogiczne
Po wyeliminowaniu starych bossów zwanych Wąsatymi Piotrkami dwaj główni gangsterzy (zwolennicy nowej formy przestępczości zorganizowanej w Stanach Zjednoczonych) – Lucky Luciano i Meyer Lansky utworzyli organizację na wzór dawnego sycylijskiego stowarzyszenia samopomocy „Unione Siciliano”, zwycięzcy wojny – przedstawiciele Young Turks – wprowadzili podział nowojorskiej mafii na Pięć Rodzin, zniesiono stanowisko ‘bossa nad bossami’ (Capo di tutti cappi).
(Pięć rodzin, które powstały po zakończeniu Wojny Castellammarese w 1931 roku):
Objaśnienie:
imię i nazwisko bossa (lata panowania, † – rok śmierci)
- Rodzina Luciano: (obecnie Rodzina Genovese)

Lucky Luciano (1931 – 1936) – Frank Costello (1936 – 1957) – Vito Genovese (1957 – 1969†),
- Rodzina Mangano: (obecnie Rodzina Gambino)

Vincent Mangano (1931 – 1951†) – Albert Anastasia (1951 – 1957†) – Carlo Gambino (1957 – 1976†),
- Rodzina Gagliano: (obecnie Rodzina Lucchese)

Giuseppe „Joe Boss” Masseria (1931†) – Tommy Gagliano (1931 – 1951† lub 1953†) – Tommy Lucchese (1951 – 1967†),
- Rodzina Profaci: (obecnie Rodzina Colombo)

Joe Profaci (1931 – 1962†) – Joe Magliocco (1962 – 1963†) – Joe Colombo (1963 – 1978†),
- Rodzina Bonanno: (nadal Rodzina Bonanno)

Salvatore Maranzano (1931†) – Joe Bonanno (1931 – 1968)